# Carl-Einar Andersson

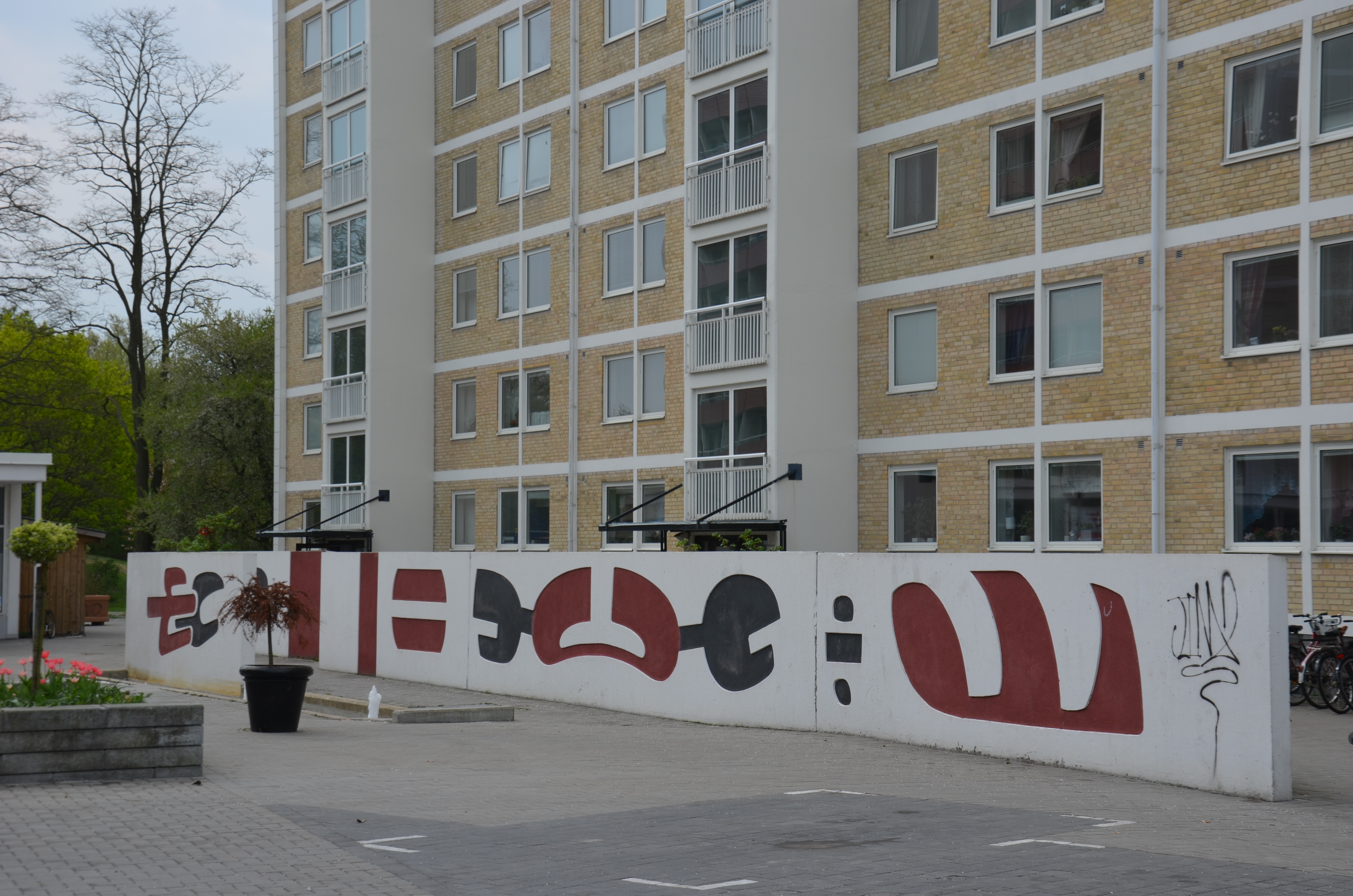
Polykrom relief, Karhögstorg i Lund

Carl Einar Andersson, född 18 december 1925 i Norra Mellby i Skåne, död där 7 juli 1975, var en svensk målare. 
Han var son till skräddarmästaren Albin Andersson och Théa Nilsson.
Andersson studerade vid Skånska målarskolan 1942–1944 och vid Otte Skölds målarskola 1944–1945 samt vid Konsthögskolan i Stockholm 1945–1949 med undantag av 1947 då han studerade vid den danska konstakademien. Han medverkade i Nationalmuseums utställning Unga tecknare 1946–1948 och i grupputställningar i Hässleholm. 
Bland hans offentliga uppdrag märks en glasmålning i Norra Mellby gravkapell gjord i samarbete med Ralph Bergholtz i Glasverkstan på Skäret. Hans konst besår av landskap, hamnpartier, och figurkompositioner med religiösa motiv. Han signerade ofta sina verk Carl E. A.. Andersson är representerad vid Moderna museet, Malmö museum, Skissernas museum i Lund, Norrköpings konstmuseum, Helsingborgs museum och i Lunds stads samlingar.

## Offentlig konst i urval
- Polykrom relief, 1960, betong, Karhögstorg i Lund